# John Rhys-Davies
John Rhys-Davies (Ammanford, Carmarthenshire, Wales, 1944. május 5. –) walesi színész. Legismertebb szerepe Gimli, a harcos törpherceg Peter Jackson A Gyűrűk Ura-filmsorozatában, valamint Sallah George Lucas Indiana Jones-franchise-ában.

## Élete
1944. május 5-én született Ammanfordban, Wales-ben. Az édesanyja Margaretta Phyllis Mary Jones, nővér volt, és édesapja Rhys Davies pedig egy gépészmérnök és gyarmati tisztviselő volt. Gyermekkorának java részét a szülővárosában, Ammanfordban töltötte el, bár Tanzániában is nevelkedett. Tanulmányi éveit a Truroi iskolában, utána Angliában az University of Eastban töltötte el, ahol az utóbbi időkben megalapított egy drámai társaságot. Miután tanított a Watton Megyei Gimnáziumban, Norfolkban, nyert egy helyet a Royal Academy of Dramatic Art-ba.

## Karrierje
Bár az Egyesült Királyságban többször is megjelent a televíziókban az 1970-es évek elején, a népszerűségét a I, Claudius c. sorozat hozta meg számára, ahol Naevius Sutorius Macrót alakította. Ezután gyakrabban feltűnt filmbeli szerepekben, és nem csak az Egyesült Királyságban. Olyan szerepei voltak, mint a portugál Rodrigues navigátor az 1980-as televíziós minisorozatban, a Shogunban. De feltűnt a James Clavell regényén alapuló Indiana Jones-filmekben is. 1989-ben szintén szerepelt egy másik James Clavell-adaptációban, a Noble House-ban. Ezek után megjelent kisebb-nagyobb szerepekben filmsorozatokban is. Ilyen például a Sliders-sorozat, ahol ő volt az egyik főszereplő, azaz Maximillian Arturo. Ezt a szerepet 1995-től 1997-ig játszotta a filmvásznon. Szerepelt a Star Trek: Voyager sorozatban, de feltűnt már James Bond-filmben is (Halálos rémületben). 
Főszerepet játszott az Egy éjszaka a királlyal c. mozifilmben. A legnagyobb népszerűséget talán A Gyűrűk Ura trilógiája hozta meg számára, ahol Gimli szerepét öltötte magára. Ezek után több kisebb és nagyobb szerepet is kapott filmekben és sorozatokban egyaránt. A révész c. filmben főszerepet játszott, csakúgy, mint a Prisoners of the Sun-ban és a 31 North East 62-ben.
Amellett, hogy színész, gyakran szinkronhang is egyben. Például A Gyűrűk Urában is ő volt Szilszakáll hangja, de számos más filmben, mesében és videójátékban is kölcsönözte hangját szinkronhangként vagy esetleg narrátorként. Utóbbiként a Reclaiming the Blade c. filmben is szerepelt, amelyben Viggo Mortensen és Karl Urban volt a főszereplő, akikkel együtt játszott A Gyűrűk Urában.

## Magánélete
1966-ban feleségül vette Suzanne AD Wilkinsont, aki fordító volt. Született két fiuk, Ben és Tom. 1995-ben Suzanne-nél Alzheimer-kórt diagnosztizáltak, de már jóval a betegség előtt elváltak. Igazi válás azonban nem volt. A betegsége miatt John Rhys-Davies mégis visszatért és közel maradt hozzá, egészen addig, amíg Suzanne 2010-ben meg nem halt. 2004 óta Lisa Manninggel él, akinek van egy lánya, Maia.

## Filmográfia

### Film
| Év   | Magyar cím                                      | Eredeti cím                                        | Szerep                             | Magyar hang            |
| ---- | ----------------------------------------------- | -------------------------------------------------- | ---------------------------------- | ---------------------- |
| 1973 |                                                 | Penny Gold                                         | rögbijátékos                       |                        |
| 1974 |                                                 | The Black Windmill                                 | álrendőr (stáblistán nem szerepel) |                        |
| 1979 |                                                 | A Nightingale Sang in Berkeley Square              | jogtanácsos                        |                        |
| 1981 | Szfinx                                          | Sphinx                                             | Stephanos Markoulis                |                        |
| 1981 | Az elveszett frigyláda fosztogatói              | Raiders of the Lost Ark                            | Sallah                             | Gesztesi Károly        |
| 1982 | Viktor/Viktória                                 | Victor/Victoria                                    | Andre Cassell                      | Hankó Attila           |
| 1982 |                                                 | The Island of Adventure                            | Smith                              |                        |
| 1983 | Szahara                                         | Sahara                                             | Rasoul                             | Vajda László           |
| 1983 | Szahara                                         | Sahara                                             | Rasoul                             | Kránitz Lajos          |
| 1983 | Szahara                                         | Sahara                                             | Rasoul                             | Barbinek Péter         |
| 1984 |                                                 | Best Revenge                                       | Mustapha                           |                        |
| 1984 | A vitézek kardja                                | Sword of the Valiant                               | Fortinbras báró                    | Koroknay Géza          |
| 1984 | A vitézek kardja                                | Sword of the Valiant                               | Fortinbras báró                    | Bolla Róbert           |
| 1985 | Salamon király kincse                           | King Solomon's Mines                               | Dogati                             | Hankó Attila           |
| 1986 | A Tűzjáró                                       | Firewalker                                         | "Corky" Taylor                     | Kránitz Lajos          |
| 1986 | A Tűzjáró                                       | Firewalker                                         | "Corky" Taylor                     | Gesztesi Károly        |
| 1987 | Halálos rémületben                              | The Living Daylights                               | Leonyid Puskin tábornok            | Kristóf Tibor          |
| 1987 | Halálos rémületben                              | The Living Daylights                               | Leonyid Puskin tábornok            | Bata János             |
| 1988 |                                                 | Waxwork                                            | Werewolf                           |                        |
| 1989 | Indiana Jones és az utolsó kereszteslovag       | Indiana Jones and the Last Crusade                 | Sallah                             | Kézdy György           |
| 1989 | Indiana Jones és az utolsó kereszteslovag       | Indiana Jones and the Last Crusade                 | Sallah                             | Gesztesi Károly        |
| 1989 | Lázadás (Lázadó vihar)                          | Rising Storm                                       | Donwaldo                           | Rosta Sándor           |
| 1989 | Lázadás (Lázadó vihar)                          | Rising Storm                                       | Donwaldo                           | Melis Gábor            |
| 1992 | A dupla nullás kölyök                           | The Double 0 Kid                                   | Rudi Von Keseenbaum                | Láng József            |
| 1992 |                                                 | The Lost World                                     | Challenger professzor              |                        |
| 1992 | Return to the Lost World                        |                                                    | Challenger professzor              |                        |
| 1993 |                                                 | Sunset Grill                                       | Stockton                           |                        |
| 1993 | Cyborg zsaru                                    | Cyborg Cop                                         | Kessel                             | Vajda László           |
| 1993 | Elátkozott arany                                | The Seventh Coin                                   | Galil kapitány                     | Kránitz Lajos          |
| 1993 |                                                 | The Unnamable II: The Statement of Randolph Carter | Warren professzor                  |                        |
| 1994 | A nagy keresztes hadjárat                       | The High Crusade                                   | Bruder Parvus                      | Hankó Attila           |
| 1994 | Rövidrezárt robot                               | Robot in the Family                                | Eli Taki / Rashmud / Sashri        | Hankó Attila           |
| 1994 | Tűréshatáron túl                                | Blood of the Innocent                              | Shmuda százados                    | Sinkovits-Vitay András |
| 1996 | Pofonláda                                       | The Great White Hype                               | Johnny Windsor                     | Kránitz Lajos          |
| 1996 | Pofonláda                                       | The Great White Hype                               | Johnny Windsor                     | Pálfai Péter           |
| 1996 |                                                 | Glory Daze                                         | Luther                             |                        |
| 1996 | Aladdin 3. – Aladdin és a tolvajok fejedelme    | Aladdin and the King of Thieves                    | Cassim (hangja)                    | Melis Gábor            |
| 1996 |                                                 | Marquis de Sade                                    | Marais felügyelő                   |                        |
| 1997 | A macskák nem táncolnak                         | Cats Don't Dance                                   | Wucli Mammut (hangja)              | Kristóf Tibor          |
| 1997 | Véres játék 3.                                  | Bloodsport III                                     | Jacques Duvalier                   | Ujlaki Dénes           |
| 1997 | Halálvírus                                      | The Protector                                      | Rasheed                            |                        |
| 1999 |                                                 | Secret of the Andes                                | Claver atya                        |                        |
| 2000 |                                                 | Sinbad: Beyond the Veil of Mists                   | King Akron, Baraka (hangja)        |                        |
| 2000 | Delta kommandó: Az új generáció                 | Delta Force One: The Lost Patrol                   | Ivan                               | Orosz István           |
| 2001 | A Gyűrűk Ura: A Gyűrű szövetsége                | The Lord of the Rings: The Fellowship of the Ring  | Gimli                              | Rajhona Ádám           |
| 2002 | Veszélyeztetett faj                             | Endangered Species                                 | Wyznowski hadnagy                  |                        |
| 2002 | Tűzkitörés (Perzselő nap)                       | Scorcher                                           | Matthew Sallin                     | Gruber Hugó            |
| 2002 | Tűzkitörés (Perzselő nap)                       | Scorcher                                           | Matthew Sallin                     | Papp János             |
| 2002 | A Gyűrűk Ura: A két torony                      | The Lord of the Rings: The Two Towers              | Gimli                              | Rajhona Ádám           |
| 2002 | A Gyűrűk Ura: A két torony                      | The Lord of the Rings: The Two Towers              | Szilszakáll (hangja)               | Tolnai Miklós          |
| 2003 | A Gyűrűk Ura: A király visszatér                | The Lord of the Rings: The Return of the King      | Gimli                              | Rajhona Ádám           |
| 2003 | A Gyűrűk Ura: A király visszatér                | The Lord of the Rings: The Return of the King      | Szilszakáll (hangja)               | Tolnai Miklós          |
| 2003 | Coronado                                        | Coronado                                           | Hugo Luis Ramos elnök              | Papp János             |
| 2003 | A dzsungel könyve 2.                            | The Jungle Book 2                                  | Ranjan apja (hangja)               | Bácskai János          |
| 2003 | A medál                                         | The Medallion                                      | Hammerstock-Smythe parancsnok      | Papp János             |
| 2003 | A Svéd Bikinicsapat legújabb kalandjai          | Never Say Never Mind: The Swedish Bikini Team      | Hakim                              | Faragó András          |
| 2004 | Neveletlen hercegnő 2. – Eljegyzés a kastélyban | The Princess Diaries 2: Royal Engagement           | Mabrey vicomte                     | Helyey László          |
| 2004 | Muskétás kisasszony                             | La Femme Musketeer                                 | Porthos                            | Csurka László          |
| 2004 | Muskétás kisasszony                             | La Femme Musketeer                                 | Porthos                            | Ujlaki Dénes           |
| 2004 | Bukott angyal                                   | The Lost Angel                                     | Kevin atya                         | Kristóf Tibor          |
| 2004 |                                                 | The Privileged Planet                              | narrátor (hangja)                  |                        |
| 2005 | A foci hőskora                                  | The Game of Their Lives                            | Bill Jeffrey                       | Szersén Gyula          |
| 2005 | Chupacabra – Potyautas a halál                  | Chupacabra: Dark Seas                              | Randolph kapitány                  | Koroknay Géza          |
| 2005 | A kelet zsoldosa                                | The King Maker                                     | Phillippe                          | Pálfai Péter           |
| 2006 | Cápa csali                                      | Shark Bait                                         | Thorton (hangja)                   | Forgács Gábor          |
| 2006 | Egy éjszaka a királlyal                         | One Night with the King                            | Mordecai                           | Szilágyi Tibor         |
| 2006 |                                                 | The Legend of Sasquatch                            | Steve ranger (hangja)              |                        |
| 2007 | A király nevében                                | In the Name of the King: A Dungeon Siege Tale      | Merick                             | Konrád Antal           |
| 2007 |                                                 | The Ferryman                                       | A görög                            |                        |
| 2009 |                                                 | Reclaiming the Blade                               | narrátor (hangja)                  |                        |
| 2009 |                                                 | 31 North 62 East                                   | John Hammond                       |                        |
| 2010 | Tom és Jerry és Sherlock Holmes                 | Tom and Jerry Meet Sherlock Holmes                 | Dr. Watson (hangja)                | Papp János             |
| 2010 |                                                 | Sophie and Sheba                                   | Alistair Winston                   |                        |
| 2011 |                                                 | KJB: The Book That Changed the World               | önmaga                             |                        |
| 2011 |                                                 | La Leyenda del Tesoro                              | Nathan Pickett                     |                        |
| 2012 |                                                 | Escape                                             | Malcolm Andrews                    |                        |
| 2013 |                                                 | 100 Degrees Below Zero                             | Ralph Dillard                      |                        |
| 2013 | Scooby-Doo! A rejtélyes térkép                  | Scooby-Doo! Adventures: The Mystery Map            | Kócszakáll (hangja)                | Faragó András          |
| 2013 |                                                 | Prisoners of the Sun                               | Hayden Masterton professzor        |                        |
| 2014 | Pompei pusztulása                               | Apocalypse Pompeii                                 | Carlo Dillard ezredes              |                        |
| 2014 |                                                 | Saul: The Journey to Damascus                      | Kajafás                            |                        |
| 2014 | Kahlil Gibran: A próféta                        | The Prophet                                        | Yousef (hangja)                    |                        |
| 2015 | Álarc mögött                                    | Beyond the Mask                                    | Charles Kemp                       | Papp János             |
| 2016 |                                                 | The Apostle Peter: Redemption                      | Péter apostol                      |                        |
| 2017 |                                                 | Camera Store                                       | "Pinky" Steuben                    |                        |
| 2018 |                                                 | Shemira (rövidfilm)                                | Myer                               |                        |
| 2018 | Aquaman                                         | Aquaman                                            | Sósvíz királya (hangja)            | Honti Molnár Gábor     |
| 2019 |                                                 | The Pilgrim's Progress                             | evangelista (hangja)               |                        |
| 2019 |                                                 | Valley of the Gods                                 | Dr. Herrmann                       |                        |
| 2019 |                                                 | Santa Fake                                         | Joe O'Brian                        |                        |
| 2019 |                                                 | Mosley                                             | Warnie (hangja)                    |                        |
| 2020 |                                                 | Grizzly II: The Concert                            | Karl Bouchard                      |                        |
| 2020 |                                                 | Tainted                                            | Vladimir                           |                        |
| 2020 |                                                 | Shadowtown                                         | Einar                              |                        |
| 2020 |                                                 | I Am Patrick: The Patron Saint of Ireland          | Old Patrick                        |                        |
| 2020 |                                                 | G-Loc                                              | Henry                              |                        |
| 2020 |                                                 | Moments in Spacetime                               | Mason                              |                        |
| 2020 |                                                 | Silent Night: A Song for the World                 | Haig tábornok                      |                        |
| 2021 |                                                 | Bad Cupid                                          | Archie                             |                        |
| 2022 |                                                 | Kingslayer                                         | William Marshal                    |                        |
| 2023 | Indiana Jones és a sors tárcsája                | Indiana Jones and the Dial of Destiny              | Sallah                             | Ujréti László          |
| 2023 | Aquaman és az elveszett királyság               | Aquaman and the Lost Kingdom                       | Sósvíz királya (hangja)            | Honti Molnár Gábor     |

### Televízió
- 2009 – Anakonda 4. – Vérvonal (Anaconda 4: Trail of Blood) – Murdoch
- 2009 – Dark Days in Monkey City – Önmaga
- 2008 – A Delphi-effektus (Kiss Me Deadly) – Yale Ericson
- 2008 – A tűzsárkány birodalma (Fire & Ice) – Sangimel
- 2008 – Anakonda 3. – Az ivadék (Anaconda III) – Murdoch
- 2005 – Jelenések (Revelations) – Prof. Jonah Lampley
- 2004 – Sárkányok birodalma (Dragon Storm) – Fastrad király
- 2003 – Trója – Háború egy asszony szerelméért (Helen of Troy) – Priamosz király
- 2002 – Kardfog (Sabretooth) – Anthony Bricklin
- 2000 – Britannic – Barrett kapitány
- 1999 – Au Pair – Nigel Kent
- 1997 – Star Trek: Voyager( Scorpio.Season 3 Episode.26)-Leonardo da Vinci
- 1995 – Nagy Katalin (Katharina die Grosse) – Pugacsov
- 1995 – Sliders – Maximilian Arturo professzor
- 1993 – Sunset Grill – Stockton
- 1992 – Modern muskétások (Ring of the Musketeers) – Maurice Treville
- 1991 – Szamurájok fejedelme (Shogun Warrior) – El Zaidan
- 1990 – Titkos hadsereg (Secret Weapon) – színész
- 1989 – Szép remények (Great Expectations) – Joe Gargery
- 1989 – Hulk a bíróságon (Trial of the Incredible Hulk) – Wilson Fisk
- 1988 – A sas felszáll (War and Remembrance) – Sammy Mutterperl
- 1985 – Salamon király kincse (King Solomon's Mines) – színész
- 1984 – Kim – Babu
- 1984 – Nairobi ügy (Nairobi Affair) – Simon
- 1982 – Ivanhoe – Front de Boeuf
- 1979 – A sogun (Shogun) – Vasco Rodrigues

## Fordítás
- Ez a szócikk részben vagy egészben  a   John Rhys-Davies című angol Wikipédia-szócikk fordításán alapul.  Az eredeti cikk szerkesztőit annak laptörténete sorolja fel. Ez a jelzés csupán a megfogalmazás eredetét és a szerzői jogokat jelzi, nem szolgál a cikkben szereplő információk forrásmegjelöléseként.